# Out of the dark (Into the light)
Out of the dark (Into the light) is het achtste album van van de Oostenrijkse muzikant Falco uit 1998. Het album werd postuum uitgebracht, minder dan een maand na Falco's overlijden op 6 februari 1998. Falco overleed toen zijn auto werd geschept door een bus.

## Achtergrondinformatie
In 1996 werd het techno-nummer Mutter, der Mann mit dem Koks ist da (Moeder, de man met de coke (cocaïne/steenkool) is er") gemaakt door T>>MA, wat een pseudoniem was voor Falco, op de markt gebracht, wat de Oostenrijkse artiest terug bracht in de Duitstalige hitlijsten.
In het lied speelt Falco met de betekenis van het woord 'Koks', wat zowel cocaïne als steenkool kan betekenen. Ondanks dat Falco's bandleider Out of the dark waardig vond om als single uit te brengen, wou Falco het alleen op het album zien. De single die volgde, Naked, was aardig succesvol in Oostenrijk, maar haalde niet Falco's verwachtingen in Duitsland, wat hem het album deed uitstellen. Verder is het een feit dat Falco niet zeker was over de volgorde van de songs. Hij veranderde de volgorde te regelmatig. Daarnaast had hij plannen om een lied genaamd "Tomorrow never knows" op te nemen, wat een cover van de Beatles zou moeten zijn. 
Kort voor zijn dood verwijderde hij nog enkele nummers van het album, die later, na zijn dood, op 'Best-of' en cd-singles zouden verschijnen. 
Op zes februari 1998 maakte Falco zijn laatste telefoongesprek met zijn gitarist, Milan Polak. Hij zou hem hebben aangeraden om naar de Dominicaanse Republiek te komen, omdat hij een paar songs op wou nemen met zijn band, maar dit kwam nooit te gebeuren sinds Falco minder dan een halve dag later te overlijden kwam.
Drie weken na Falco's overlijden werd het album officieel uitgegeven in Oostenrijk, Duitsland, Zwitserland en Nederland. De wereldwijde uitgave kwam op 2 maart 1998. De eerdere titel van het album was Egoisten, wat een verwijzing is naar een van de tracks op het album. Gezien Falco's dood was Out of the dark, into the light een gepastere titel.
Het album bleek een enorm succes in Duitstalige landen, wat leidde tot een notering op nummer 1 in Oostenrijkse hitlijsten, 3 in Duitsland en 4 in Zwitserland. Daarnaast bereikte het nummer 35 in Hongarije.
De post-mortem singles werden goed ontvangen ten opzichte van de voorgaande drie albums. Vooral de single Out of the dark was succesvol. Het bereikte nummer twee in Oostenrijkse en Duitse hitlijsten, en het lied werd veel op de radio gespeeld. Tevens kwam het in de Top 5 van de Letse airplay charts, en kwam daarnaast in Argentinië terecht in de Airplay Charts van Buenos Aires op nummer 98. De meerderheid van het succes van Falco's post-mortem albums is te danken aan Out of the dark.
Out of the Dark bevat de regel "...muss ich den sterben, um zu leben?" ("...moet ik dan sterven om te kunnen leven?"). Dit startte het gerucht dat Falco wist dat hij snel zou komen te overlijden, ondanks dat hij het nummer al meer dan een jaar voor zijn dood had gespeeld. De echte redenen waarom Falco deze tekst koos is onduidelijk, en zal hoogstwaarschijnlijk onduidelijk blijven.
Egoist en The spirit never dies (Jeanny final) werden Falco's laatste hits in Duitsland en Zwitserland.
Tien jaar na Falco's dood kwam het album weer in de Oostenrijkse hitlijsten terecht. Dit is te danken geweest aan het stilstaan bij Falco's dood, tien jaar na dato.

## Singles
Elke single behalve Mutter der Mann mit dem Koks ist da en Naked zijn na Falco's dood uitgegeven.
| 1996 | Mutter, der Mann mit dem Koks ist da (als T»MA) | 3 | 11 | 30 | Niet beschik-baar | - | - |
| 1996 | Naked (als Falco feat. T»MB)                    | 4 | 50 | -  | -                 | - | - |
| 1998 | Out of the Dark                                 | 2 | 2  | 3  | -                 | 3 | 7 |
| 1998 | Egoist                                          | 6 | 4  | 19 | -                 | 5 | - |

**Czech Dance Charts

## Nummers
1. "No time for Revolution" – 3:52
2. "Out of the Dark" – 3:37
3. "Shake" – 3:42
4. "Der Kommissar 2000" – 3:48
5. "Mutter, der Mann mit dem Koks ist da" – 3:39
6. "Hit me" – 3:47
7. "Cyberlove" – 3:34
8. "Egoist" – 3:27
9. "Naked" (Full Frontal Version) / Geld (Hidden Track) – 11:29

## Covers van de single Out of the Dark (Into the Light)
- Terminal Choice heeft "Out of the Dark" gecoverd op hun album Menschenbrecher.
- Sunterra presenteerde hun versie op hun album Lost Time.
- In 2004 bracht Stahlhammer het nummer uit op hun album Stahlmania.
- Dies Ater bracht het nummer uit op een mini-cd met dezelfde titel.
- In 2013 bracht Ost+Front het nummer uit op hun single Bitte Schlag Mich.